# The Cimarron Kid
The Cimarron Kid (bra: O Último Duelo) é um filme estadunidense de 1952, do gênero faroeste, dirigido por Budd Boetticher e estrelado por Audie Murphy e Beverly Tyler.
Quase uma continuação de Kansas Raiders, o filme traz Murphy no papel de outro bandido que existiu realmente - Bill Doolin. Entretanto, ainda que seu envolvimento com a quadrilha dos irmãos Dalton tenha ocorrido de fato, a verdade histórica, tipicamente, é maltratada pelo roteiro.

## Sinopse
Bill Doolin sai da prisão e junta-se ao bando dos irmãos Dalton. Quando tentam assaltar dois bancos em uma cidadezinha do Kansas, são recebidos a bala e vários membros morrem. Bill torna-se o chefe da quadrilha e os golpes continuam. Porém, um de seus companheiros é um agente encoberto, o que frustrará seus planos de "um último golpe e fugimos com o dinheiro para a Argentina".

## Elenco
| Ator/Atriz     | Personagem           |
| -------------- | -------------------- |
| Audie Murphy   | Bill Doolin          |
| Beverly Tyler  | Carrie Roberts       |
| James Best     | Bitter Creek Dalton  |
| Yvette Duguay  | Cimarron Rose        |
| John Hudson    | Dynamite Dalton      |
| Hugh O'Brian   | Red Buck             |
| Roy Roberts    | Pat Roberts          |
| David Wolfe    | Sam Swanson          |
| Noah Beery Jr. | Bob Dalton           |
| Leif Erickson  | Delegado John Sutton |
| Frank Silvera  | Stacey Marshall      |